# Nikos Pantziaras
Nikos Pantziaras   (7 de gener de 1954) és un exfutbolista xipriota de la dècada de 1990.
Fou 48 cops internacional amb la selecció xipriota. Pel que fa a clubs, fou jugador de APOEL FC.